# Erdei sarlósfecskefélék
A erdei sarlósfecskefélék (Hemiprocnidae) a madarak osztályának sarlósfecske-alakúak (Apodiformes) rendjébe tartozó család.

## Rendszerezés
A család az alábbi egyetlen nemet és 4 faj tartozik:.
- Hemiprocne  (Nitzsch, 1829) – 4 faj.
  - koronás sarlósfecske (Hemiprocne coronata)
  - kléhó vagy búbos sarlósfecske  (Hemiprocne longipennis)
  - füles sarlósfecske (Hemiprocne comata)
  - barkós sarlósfecske (Hemiprocne mystacea)